# Maria Górska-Zajączkowska
Maria Górska-Zajączkowska (ur. 21 maja 1929 w Wilejce) – polska biolog związana z Ogrodem Botanicznym w Poznaniu.
Początkowo mieszkała w miejscowości Krasne nad Uszą w pobliżu Mołodeczna wraz z ojcem – leśnikiem (nadleśnictwo Usza). W 1941 została wysiedlona na teren Kraju Ałtajskiego w ramach czystek stalinowskich. W 1946 powróciła do Polski – do Gorzowa Wielkopolskiego. W 1949 zdała maturę. Od 1950 studiowała na Uniwersytecie Poznańskim, a od 1955 zatrudniona była jako asystent w Ogrodzie Botanicznym, gdzie pozostała przez dalsze 50 lat, prowadząc prace badawcze. W 1965 doktoryzowała się w zakresie biologii. Na swoim koncie ma 35 publikacji naukowych, w tym monografię Ogrodu Botanicznego. Jest członkiem Polskiego Towarzystwa Botanicznego. W 2024 otrzymała Medal „Pro Patria”.